# Евлахский район
Евла́хский райо́н (азерб. Yevlax rayonu) — район в центральном Азербайджане. Административный центр — город Евлах.

## География
Район находится в центральной части страны, на правом берегу реки Кура. Граничит с Агдашским, Бардинским, Тертерским, Шекинским, Геранбойским, Гахским, Самухским районами а также с городом Мингечаур.
Площадь района составляет 1 555 км2.
На территории района преобладает степной климат.
Расстояние до Баку — 287 км.

## История
Район образован 20 февраля 1935 года решением АзЦИК Азербайджанской ССР.
26 декабря 1962 года решением Х сессии Верховного Совета Азербайджанской ССР Евлахский район был ликвидирован. Его территория вошла в состав Агдашского, Бардинского и Касум-Исмаиловского районов.
6 января 1965 года район вновь восстановлен.

## Административное деление
В состав Евлахского района входит один город, 46 сёл, 3 посёлка, 19 административно-территориальных округов, 32 муниципалитетов.

## Население

### Период Азербайджанской ССР
Население Евлахского района в 1939 году:
|                 | Все            | азерб.          | армяне        | талыши    | лезгины     | авары     | пр.даг.   | пр.н.      | грузины    | курды       | русские        | укр.        | немцы      | евреи      |
| Евлахский район | 26.749 (100 %) | 17.597 (65,8 %) | 1.509 (5,6 %) | 8 (0,1 %) | 148 (0,6 %) | 5 (0,1 %) | 1 (0,1 %) | 15 (0,1 %) | 62 (0,2 %) | 696 (2,6 %) | 5.698 (21,3 %) | 384 (1,4 %) | 82 (0,3 %) | 53 (0,2 %) |
| г. Евлах        | 10.837 (100 %) | 4.230 (39,0 %)  | 432 (4,0 %)   | 1 (0,1 %) | 98 (0,9 %)  | 4 (0,1 %) | -         | 11 (0,1 %) | 60 (0,6 %) | 194 (1,8 %) | 5.088 (47,0 %) | 283 (2,6 %) | 60 (0,6 %) | 49 (0,5 %) |
| сёла            | 15.912 (100 %) | 13.367 (84,0 %) | 1.077 (6,8 %) | 7 (0,1 %) | 50 (0,3 %)  | 1 (0,1 %) | 1 (0,1 %) | 4 (0,1 %)  | 2 (0,1 %)  | 502 (3,2 %) | 610 (3,8 %)    | 101 (0,6 %) | 22 (0,1 %) | 4 (0,1 %)  |

Население Евлахского района в 1959 году:
|                 | Все            | азербайджанцы   | армяне        | лезгины     | аварцы    | грузины   | курды       | русские     | евреи     |
| Евлахский район | 21.002 (100 %) | 18.913 (90,1 %) | 1.143 (5,4 %) | 258 (1,2 %) | 1 (0,1 %) | 8 (0,1 %) | 196 (0,9 %) | 368 (1,8 %) | 4 (0,1 %) |
| пгт 28 апреля   | 2.965 (100 %)  | 2.206 (74,4 %)  | 367 (12,4 %)  | 1 (0,1 %)   | -         | 4 (0,1 %) | 85 (2,9 %)  | 240 (8,1 %) | 3 (0,1 %) |
| сёла            | 18.037 (100 %) | 16.707 (92,6 %) | 776 (4,3 %)   | 257 (1,4 %) | 1 (0,1 %) | 4 (0,1 %) | 111 (0,6 %) | 128 (0,7 %) | 1 (0,1 %) |

### Современный период
| Год      | 2015    | 2018    | 2019    | 2020    | 2021    | 2022    | 2023    |
| -------- | ------- | ------- | ------- | ------- | ------- | ------- | ------- |
| тыс. чел | 125 700 | 128 500 | 125 900 | 126 900 | 127 200 | 128 400 | 129 246 |

На 1 января 2023 года численность населения составляла 128 373 чел. Из них 71 962 чел. — городское население (56,06 %), 56 411 чел. — сельское (43,94 %). 62 706 мужчин (48,8 %), 65 667 женщин (51,2 %). Плотность населения составляла 87 чел. на 1 км2.
На 1 января 2024 года численность населения составила 129 246 чел.  Из них 63 062 мужчин (48,8  %), 66 184 женщин (51,2 %). 72 490 чел. — городское население (56,09 %), 56 756 чел. — сельское (43,91 %). Плотность — 88 чел. на 1 км2.

## Экономика

### Период Азербайджанской ССР
В период Азербайджанской ССР в районе действовали элеватор, комбикормовый завод, молочный завод, хлопкоочистительный комбинат.

### Современный период
Район относится к Центрально-Аранскому экономическому району.
На территории района функционируют предприятия пищевой и легкой промышленности. Действуют завод «Gilan», хлопкоочистительный завод, кирпичный завод.
На 2022 год действуют 25 предприятий.

#### Сельское хозяйство
В августе 2020 года начато создание Евлахского пилотного агропарка. 23 июня 2025 года агропарк открыт. Площадь агропарка составляет 2 807 гектар. Производственная мощность — более 20 000 тонн фруктов, 20 млн штук племенных яиц, 1 млн саженцев. В агропарке размещены малые и средние фермерские хозяйства. В агропарке действуют климатические станции, камеры и сенсоры влажности почвы. На июнь 2025 года в парке действуют 36 резидентов.
1 185 гектар парка занимают многолетние насаждения, 1 298 гектар — однолетние, 141 гектар — промышленные зоны, 183 гектара — коммуникационные линии и защитные полосы.
| Год             | 2015   | 2018   | 2019   | 2020     | 2021     | 2022     | 2023     |
| --------------- | ------ | ------ | ------ | -------- | -------- | -------- | -------- |
| Зерно           | 10 190 | 11 767 | 11 806 | 12 151,4 | 12 131,4 | 13 346,5 | 16 054,4 |
| Из них пшеница  | 4 469  | 6 531  | 6 630  | 6 672,4  | 6 680,4  | 7 147    | 8 607,7  |
| Картофель       | 232    | 324    | 101    | 133,5    | 134,4    | 137,5    | 142,3    |
| Овощи           | 530    | 291    | 417    | 495,9    | 502,7    | 543,7    | 566,3    |
| Хлопок          | 958    | 2 500  | 2 407  | 2 330    | 2 327,6  | 2 702,2  | 1 888,3  |
| Сахарная свекла | 0      | 71     | 66     | 0        | 0        | 793,2    | 386,8    |
| Подсолнух       | 295    | 494    | 995    | 436      | 489,5    | 504      | 510      |
| Бахчевые        | 276    | 105    | 178    | 184      | 188      | 221,5    | 225      |
| Сады            | 780    | 996    | 996    | 996,2    | 996,2    | 996,2    | 1 000,7  |

|                 | 2015   | 2018   | 2019   | 2020     | 2021     | 2022     | 2023     |
| --------------- | ------ | ------ | ------ | -------- | -------- | -------- | -------- |
| Зерно           | 33 786 | 37 480 | 38 658 | 41 601   | 42 431,3 | 54 123,3 | 58 485,3 |
| Из них пшеница  | 16 133 | 22 507 | 22 942 | 23 353,4 | 24 183   | 26 301   | 32 020,7 |
| Картофель       | 2 274  | 6 513  | 1 117  | 1 468,5  | 1 479,7  | 1 519,4  | 1 568,2  |
| Овощи           | 5 878  | 5 464  | 5 541  | 5 963,6  | 5 780,7  | 8 077,6  | 6 470,7  |
| Хлопок          | 3 327  | 5 296  | 6 348  | 8 148,9  | 7 326,3  | 8 571,8  | 6 755,8  |
| Сахарная свекла | 0      | 902    | 685    | 0        | 0        | 10 304,1 | 13 430,3 |
| Подсолнух       | 867    | 1 114  | 2 424  | 941,4    | 1 058,3  | 1 156,7  | 1 292,7  |
| Бахчевые        | 3 040  | 1 372  | 2 338  | 2 415,2  | 2 469,7  | 2 954,1  | 2 962,5  |
| Сады            | 9 612  | 11 904 | 11 910 | 11 983,3 | 12 014   | 12 375   | 12 408,1 |

| Год        | 2015 | 2018  | 2019  | 2020  | 2021  | 2022  | 2023  |
| ---------- | ---- | ----- | ----- | ----- | ----- | ----- | ----- |
| Количество | 0    | 2 129 | 2 744 | 2 744 | 6 360 | 6 577 | 6 749 |

## Здравоохранение
На 2023 год действовало 2 больницы на 261 койку, 9 поликлиник. Работало 154 врача, 322 средних медицинских работников.

## Образование
На 2023 год действует 56 школ, 45 библиотек на 165 900 книг.
| Год | 2015   | 2020   | 2021   | 2022   | 2023   |
| --- | ------ | ------ | ------ | ------ | ------ |
| чел | 15 848 | 18 249 | 18 303 | 17 757 | 17 488 |

## Инфраструктура
На 2023 год действуют 2 музея, 8 парков.
С 2013 года действует Евлахский аэропорт.

### Энергетика
Район обеспечивается электроэнергией электрическими подстанциями «Евлах», «Делимамедли», «Кюрекчай», «Агдаш», «Агсу», «Тертер» и «Железобетонные изделия».
110/35/10-киловольтная подстанция «Евлах» была построена в 1960-е годы. В 2025 году проведена реконструкция подстанции.

### Жилой фонд
| Год                  | 2015    | 2018    | 2019    | 2020    | 2021    | 2022    | 2023    |
| -------------------- | ------- | ------- | ------- | ------- | ------- | ------- | ------- |
| Количество (тыс. м2) | 2 393,3 | 2 426,6 | 2 440,3 | 2 450,7 | 2 478,9 | 2 646,9 | 2 685,1 |

|                 | 2015   | 2018   | 2019   | 2020     | 2021     | 2022     |          |
| --------------- | ------ | ------ | ------ | -------- | -------- | -------- | -------- |
| Количество (м2) | 13 680 | 10 800 | 13 680 | 10 433,5 | 28 210,4 | 28 286,2 | 30 801,9 |